# コスモス1402号
コスモス1402号（ロシア語: Космос 1402）は1982年8月30日に打ち上げられたソ連の偵察衛星（RORSAT）。
この衛星は核燃料を搭載していた。通常、ミッションが終了するとこの種の衛星は原子炉心と切り離され、炉心は安全な軌道に投入される。しかしトラブルによって1402号の炉心は分離されず、1983年1月23日に1402号は大気圏再突入し、インド洋のディエゴガルシア島南方数百マイル地点に落下した。
同様の事故は1978年のコスモス954号がある。